# Īdehlū-ye Khān
Īdehlū-ye Khān (persiska: ایده لو خان) är en ort i Iran.   Den ligger i provinsen Östazarbaijan, i den nordvästra delen av landet, 500 km väster om huvudstaden Teheran. Īdehlū-ye Khān ligger 1 863 meter över havet och antalet invånare är 139.
Terrängen runt Īdehlū-ye Khān är kuperad åt nordost, men åt sydväst är den platt. Runt Īdehlū-ye Khān är det ganska glesbefolkat, med 22 invånare per kvadratkilometer. Närmaste större samhälle är Kharājū, 15,5 km sydväst om Īdehlū-ye Khān. Trakten runt Īdehlū-ye Khān består i huvudsak av gräsmarker.